# Brazilian Nights (Live at ZincBar)
Brazilian Nights (Live at ZincBar) è un album live della cantante italiana Greta Panettieri, pubblicato nel 2011 dalla Greta's Bakery Music.

## Il disco
Brazilian Nights Live at ZincBar è il risultato di oltre un anno di collaborazione con il pianista brasiliano Cidinho Teixeira, il bassista Itaiguara Brandao, il batterista Mauricio Zottarelli e Greta Panettieri.
Quest'album live è il risultato di tre diversi concerti live tutti avvenuti a ZincBar (un rinomato jazz club newyorkese nel quartiere West Village).
Il repertorio spazia dai grandi classici brasiliani quali Mas que Nada (Jorge Bem) e Aquele Abraco (Gilberto Gil) a composizioni più sofisticate quali Bebe (Hermeto Pascoal) e Beijo Partido (Toninho Horta). Il grande affiatamento tra i membri della band crea momenti di improvvisazione che riportano l'ascoltatore indietro negli anni della più intensa avanguardia jazz.
Le armonizzazioni e le improvvisazioni di Cidinho e Greta si fondono insieme sempre sostenuti dal ritmo di Itaiguara e Mauricio. Ospite speciale in due tracce è il sassofonista Rodrigo Ursaia.

## Tracce
1. Voce E Eu – 4:50 (testo: Carlos Lyra – musica: Vinicious De Moraes)
2. Ladeira da preguica – 6:33 (Gilberto Gil)
3. A ra – 5:51 (testo: Caetano Veloso, – musica: Joao Donato)
4. Aquele Abraco – 9:51 (Gilberto Gil)
5. Beijo Partido – 5:50 (Toninho Orta)
6. Mais que nada – 9:30 (Jeorge Ben)
7. Bebe – 7:33 (musica: Hermeto Pascoal)
8. Fotografia – 6:15 (Antonio Carlos Jobim)
9. Amor ate o fim – 6:00 (Gilberto Gil)

## Musicisti
- Greta Panettieri - Voce
- Cidinho Teixteira - Fender Rhodes
- Itaiguara Brandao - Basso
- Maurizio Zottarelli - Batteria
- Rofrigo Ursaia: Sax